# سانتام
سانتام (انگلیسی: Santam) شرکت بیمه در آفریقای جنوبی است، که در سال ۱۹۱۸ تأسیس شد.